# 1707 en architecture
| Années de l'architecture : 1704 - 1705 - 1706 - 1707 - 1708 - 1709 - 1710    |
| Décennies de l'architecture : 1670 - 1680 - 1690 - 1700 - 1710 - 1720 - 1730 |

Cet article présente les faits marquants de l'année 1707 en architecture.

## Réalisations
- Début des travaux de la mosquée Yeni Valide à İstanbul. Sa construction durera jusqu'en 1710.
- Construction du château de Hirado à Nagasaki au Japon par Shizunobu Matsuura, 29e seigneur de Matsuura.
- La construction du château de Champs-sur-Marne de Pierre Bullet est achevée.

## Événements
- x

## Décès
- x